# 히코네성

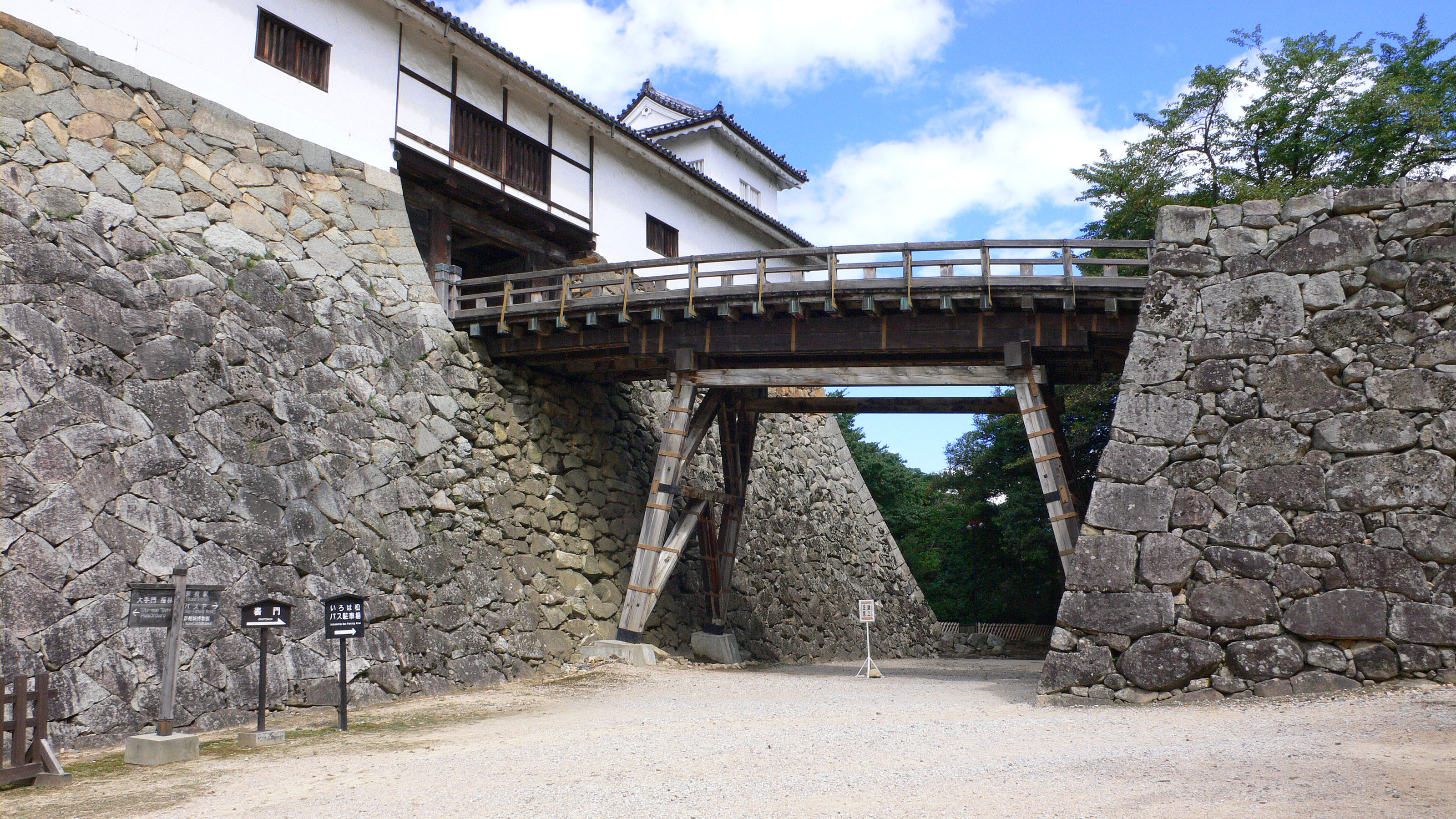
덴빈 망루와 로카 다리

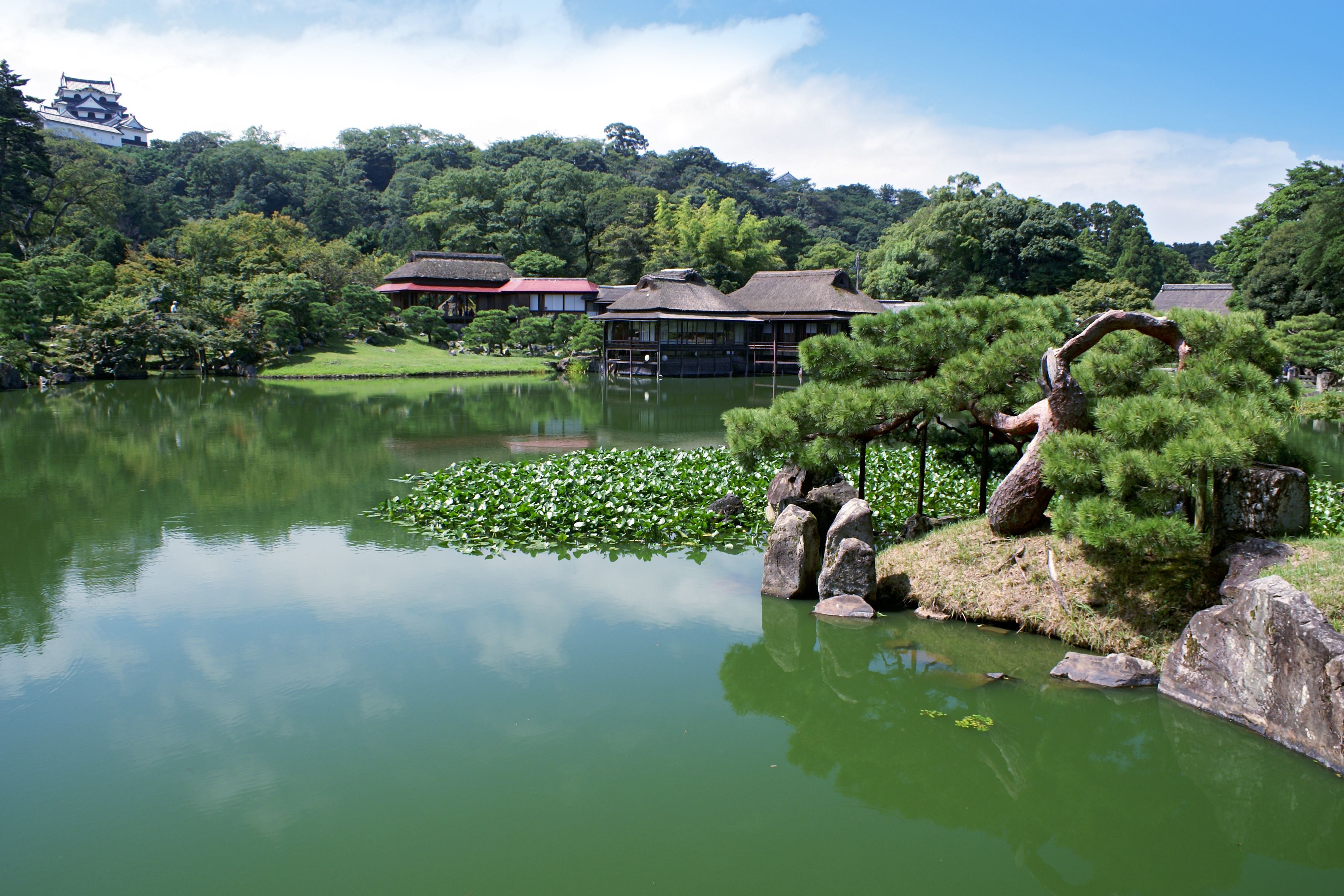
겐큐엔의 전경

히코네성(일본어: 彦根城 히코네조[*])은 시가현 히코네시 긴카메 정에 있는 연곽식 평산성이다. 국보로 지정된 4개 성 중 하나이다. 다른 이름은 곤키 성(金亀城)이고, 시가 현에서는 유일하게 성곽의 건물이 보존되어 있다.

## 개요
성의 형식은 연곽식 평산성이다. 성의 북측에는 다이묘 정원인 겐큐엔, 라쿠라쿠엔이 배속되어 있고 국가 지정 명승지로 등록되어 있다. 많은 다이로를 배출한 후다이다이묘의 명문 히코네번 이이(井伊) 가문의 14대가 거주하였던 성이다. 1873년 폐성령에 따라 많은 성들이 폐성되는 와중에도 폐성을 면했다. 일설에는 오쿠마 시게노부의 주청에 따라 1878년 성이 파괴되는 일을 피했다고 전해진다.
국보인 천수를 포함해, 많은 망루와 문등이 현존해 있고, 중요문화재로 지정되었다. 중요문화재중에는 전국에서도 드문 마굿간도 포함되었다. 1931년 천수가 국보 보존법을 기초로 해 국보(舊 국보)로 지정되었고, 1952년 문화재 보호법으로 개정됨에 따라 다시금 국보(新 국보)로 지정되었다.
히메지성과 함께 옛 건물 그대로 보존되어 있기 때문에 1951년 6월 9일 국가 특별사적으로 지정되었다. 덧붙여 이것은 히메지 성보다 5년 빨리 지정되었다.
또, 히코네 시 시제정 50주년을 기념해 1987년 어전이 복원되어 히코네 성 박물관으로 사용되고 있다. 이 박물관에는 번정시대에 생활용품과 갑옷등이 전시되어 있다. 또, 바깥 해자에는 미토시부터 흑고니를 선물로 받아 기르고 있다. 지금도 히코네 성에 가면 관광객들이 흑고니에 모이를 주는 모습을 볼 수 있다.
《부시노이치분(武士の一分)》,《오오쿠(大奥)》등의 다수의 영화와 드라마의 촬영지로 알려져있다. 그리고, 1992년 일본 세계유산신청목록에도 등재되었다.

## 역사

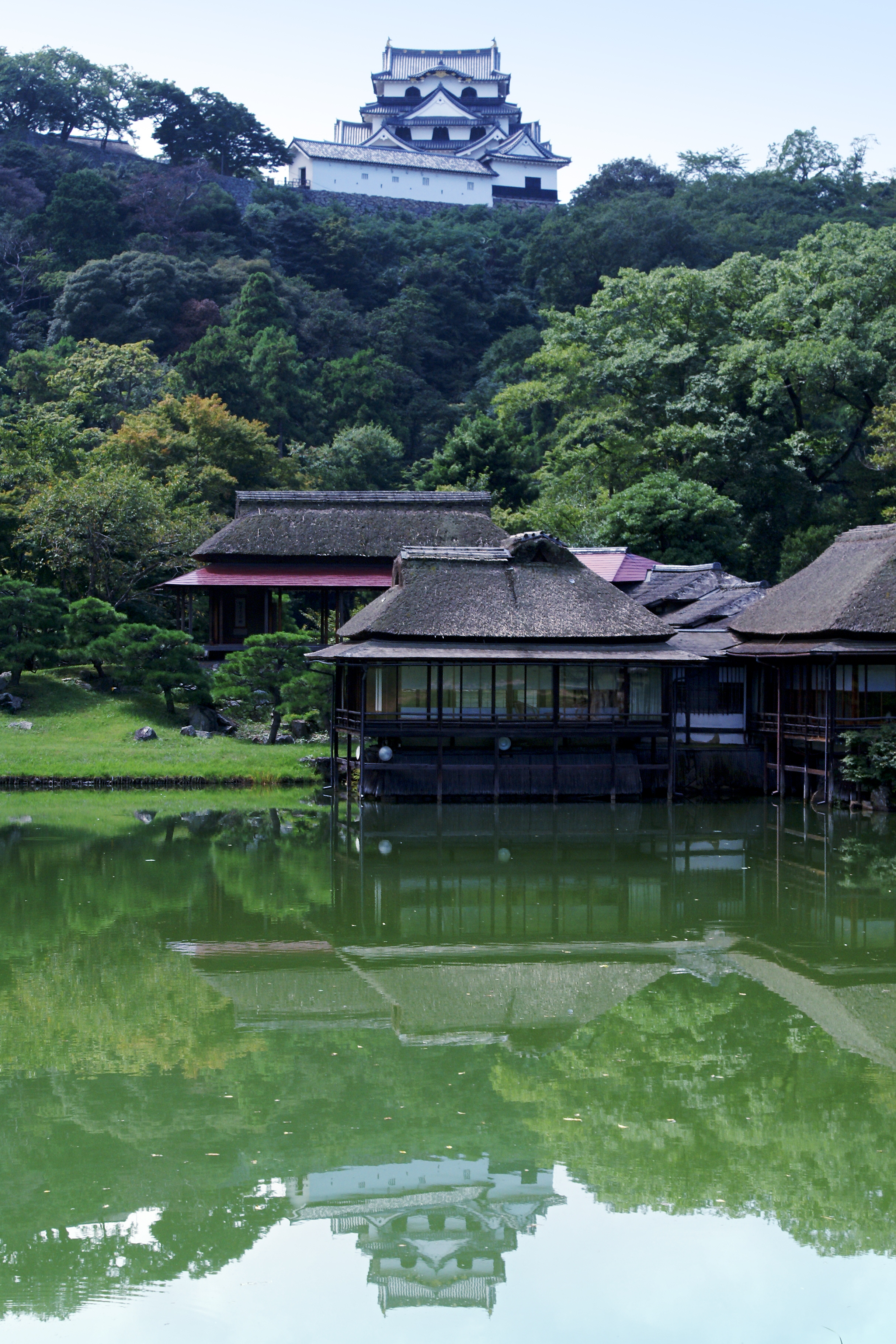
겐큐엔에서 바라본 히코네 성

도쿠가와 사천왕의 한 사람인 이이 나오마사는 1600년 세키가하라 전투 후, 18만 석 오미 국 북동부를 하사 받는다. 그리고, 서군 지원관인 이시다 미쓰나리의 거성인 사와 산성에 입성했다. 그러나, 미쓰나리의 거성이였다는 사실을 싫어해, 성의 방어능력이 뛰어남에도 불구하고, 그와 상관없이, 호수 연안이 가까운 이소야마(현 마이바라시)로 거성을 옮길 계획을 세웠다. 그러나, 세키가하라 전투때 입은 부상으로 1602년 임종을 맞이한다. 이이 나오카쓰가 가독을 승계했지만, 아직 유아였기 때문에 정무를 담당할 수 없었다. 그래서, 나오마사 대의 가신이 선대의 유지를 받들어 1603년 비와호에 떠있는 히코네 산(긴카메 산)에 히코네 성을 축성하게 되었다.
축성 공사는 데쓰다이부신으로 지어졌기 때문에 주변 7개국 12다이묘(15다이묘라는 설도 있다.)도 건설에 동원되었다.
나가하마성, 사와 산성, 오쓰 성등 주변 성의 골조를 사용해 지었다. 특히 4층 오쓰 성 천수를 3층으로 축소해 이축했다고 전해진다. 천수가 약간 통통해 보이는 것도 그 때문이라고 한다. 시대극의 배경으로 자주 이용되는 덴빈 망루(天秤櫓)는 나가하마 성에서 이축한 것이라고 한다. 이 덴빈 망루는 해자를 가로지르는 가교 위에 지어졌고, 다몬의 좌우에 끝에 2층2계의 한 쌍은 망루를 지었다. 이름처럼 천칭(天秤)과 같은 톡특한 형태를 가지고 있다.
1606년 두 번째 공사가 마무리되었다. 1607년 천수 완성과 동시에 나오카쓰는 입성한다. 1616년 히코네번 자체만의 공사를 시작한다. 이 시기에 어전이 지어졌으며, 1622년 모든 공사가 끝나고 마침내 히코네 성이 완성되었다. 그 후, 1633년 이이씨는 후다이다이묘중 최고로 35만 석에 입봉된다. 더불어 필두 가노 기마타씨에 1만 석의 영지로 주지만, 히코네 성에는 기마타씨의 집무소를 따로 두지 않았다. 그래서, 니시노마루에 있는 산주 망루를 집무실로 활용하였다. 이것은 이미 에도 막부하에 태평성대로 군사시설을 둘 필요가 없기 때문이었다. 단지 성은 번의 상징적 존재로 변해 있었고, 서국에서의 공격에 대비한 히코네 성도 각번 조직의 관할 창구 역할로 천수를 사용했고, 나머지 건물은 대부분 창고로 이용되었다.
1854년 덴빈 망루를 수리할때, 석축의 반을 다시 쌓았다. 우측 성벽에는 축성 당시의〈고보즈미(ごぼう積み)〉, 좌측에는 새로운 방법인〈오로시즈미(落し積み)〉로 석축을 다시 쌓았다.
막부 말기에 다이로로써 유명한 이이 나오스케는 번주로 되기전까지 불운한 청년기를 성 주변에서 보냈다. 나오스케가 청년기에 지냈던 저택은「우모레기노야(埋木舎)」로 현존하고 있다. (1985년 즈음부터 6년에 걸쳐 복원되었다.)

## 지리적 특성
호수와 산 사이에, 5km정도의 협소한 평지에 입지한 히코네는 나카센도, 홋코쿠카이도가 만나는 지점에 위치해 있어, 고대로부터 중요한 요충지였다. 그래서, 일본 역사상 중요한 전투가 이 지역에서 발발해 왔다. 전략거점으로써 성곽의 가치는 대단히 높아, 이 점에 주목한 도요토미 히데요시는 이시다 미쓰나리를, 도쿠가와 이에야스는 이이 나오마사를 각각 필두 후다이 가신으로써 이 지역에 배치했다. 또, 오다 노부나가는 사와야마 성에 니와 나가히데를 입성시켰고, 가까이에 있는 나가하마 성을 하시바 히데요시에게 주었다.
- 진신의 난 672년
- 아네가와 전투 1570년
- 시즈가타케 전투 1583년
- 세키가하라 전투 1600년

## 같이 보기
- 히코네번
- 나가하마성
- 사와 산성
- 오쓰 성
- 천수가 국보인 성
  - 마쓰모토성
  - 이누야마성
  - 히메지성
  - 히코네 성